# Bus-Saint-Rémy
Bus-Saint-Rémy ist eine Ortschaft und eine ehemalige französische Gemeinde mit 342 Einwohnern (Stand: 1. Januar 2022) im Département Eure in der Region Normandie. Sie gehörte zum Arrondissement Les Andelys und zum Kanton Les Andelys.
Mit Wirkung vom 1. Januar 2016 wurden die bis dahin selbstständigen Gemeinden Berthenonville, Bus-Saint-Rémy, Cahaignes, Cantiers, Civières, Dampsmesnil, Écos, Fontenay-en-Vexin, Forêt-la-Folie, Fourges, Fours-en-Vexin, Guitry, Panilleuse und Tourny zu einer Commune nouvelle mit dem Namen Vexin-sur-Epte zusammengelegt und besitzen in der neuen Gemeinde den Status einer Commune déléguée. Der Verwaltungssitz befindet sich im Ort Écos.

## Lage
Nachbarorte sind Civières im Nordwesten, Berthenonville im Norden, Dampsmesnil und Montreuil-sur-Epte im Nordosten, Bray-et-Lû im Osten, Amenucourt im Südosten, Fourges im Süden, Heubécourt-Haricourt im Südwesten und Écos im Westen.

## Bevölkerungsentwicklung
| Jahr      | 1962 | 1968 | 1975 | 1982 | 1990 | 1999 | 2008 | 2015 |
| --------- | ---- | ---- | ---- | ---- | ---- | ---- | ---- | ---- |
| Einwohner | 196  | 195  | 189  | 246  | 271  | 277  | 299  | 314  |

## Sehenswürdigkeiten
- Abbaye Notre-Dame du Trésor, seit 1989 als Monument historique ausgewiesen

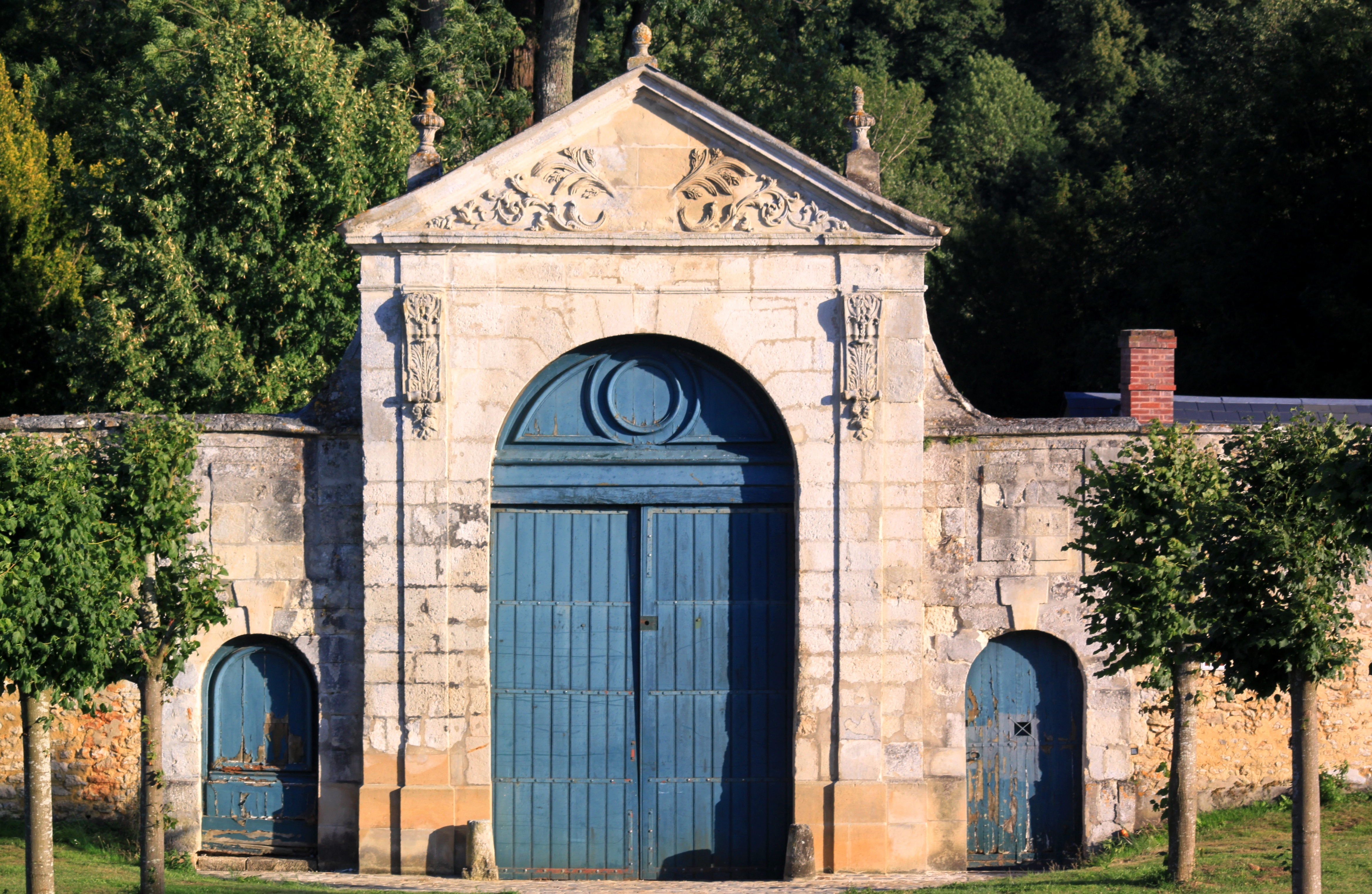
Abbaye Notre-Dame du Trésor